# DDamage
dDamage est un groupe de musique électronique français, composé des frères Frédéric et Jean-Baptiste Hanak. Ils ont produit sur 20 ans une musique plutôt expérimentale, qui a évolué depuis leurs débuts, mélangeant plusieurs genres comme le hip-hop, l'electro, le breakcore, le punk, le rock, la techno ou encore le chiptune.
Durant leur parcours, ils collaborent avec des rappeurs français (La Caution, James Delleck, TTC) ou américains comme (Existereo, Crunc Tesla, Bigg Jus de Company Flow, MF DOOM, Mike Ladd, Dose One), mais aussi les stars du hip-hop mainstream comme Young Jeezy ou Agallah, ainsi que des artistes techno comme Krazy Baldhead, Bomb the Bass ou encore Mondkopf. dDamage a produit et collaboré plusieurs collaborations dans le même temps avec des artistes de la scène rock underground comme Jon Spencer Blues Explosion ou Jack Dangers de Meat Beat Manifesto. De par leur signature chez Planet-Mu en 2004 et des collaborations régulières avec des artistes japonais du label 19-T, le duo acquiert une notoriété grandissante au Japon au milieu des années 2000. Cela se soldera par quatre tournées au Japon et une signature sur le label japonais P-Vine en 2010.
Après huit albums, plusieurs EP et bandes originales de film, le duo cesse son activité brutalement en septembre 2018, à la suite de la mort prématurée de Frédéric Hanak à l'âge de 46 ans. Leur dernier album, Brother vs. Brother, achevé par les deux frères quelques mois plus tôt, sort en 2019 sur le label français Bruit Blanc / Schubert Publishing.

## Biographie

### Débuts (2000—2005)
Le groupe débute en 2000 par un premier album, Reverbreak this Beat Down, sur le label Franco-Suisse Grafted. On y entend déjà les influences hip-hop du duo, mêlées à un style électronique ambient. L’année suivante, le duo publie son second album Harsh Reality of Daily Life sur le label français Alice in Wonder, division de la maison de disques Noise Museum. Les influences hip-hop du duo y sont toujours très présentes, mais leur style de musique se durcit pour lorgner vers un genre plus industriel. Ces deux premiers disques rencontrent un simple succès d'estime.
En 2003, leur troisième disque est un EP de collaborations avec le groupe de rap français TTC : Trop singe, sorti sur le label français Clapping Music. Le duo se fait alors remarquer, notamment par la reprise du titre phare de ce disque sur une compilation du label français Active Suspension.
C’est en 2004 que le groupe commence à bénéficier d’une renommée internationale avec leur troisième album Radio Ape, sorti sur le label anglais Planet-Mu, dirigé par Mike Paradinas. Sur ce même label, ils sortiront quelques mois plus tard le EP Pressure EP. C'est à partir de cette année que le groupe se fait connaitre auprès d'un public plus large, notamment par plusieurs tournées internationales et une plus grande diffusion de leurs disques via Planet-Mu et la structure de distribution de Warp Records.

### Continuité des albums (2006—2013)
En 2006, le duo signe aux États-Unis sur le label Tigerbeat6, dirigé par Miguel Depedro, également connu sous le pseudonyme Kid606, qui édite leur EP Ink808. On y trouve des collaborations avec plusieurs artistes français comme Vicnet, Krikor ou Krazy Baldhead. Cette même année, le groupe entame sa première tournée aux États-Unis ainsi qu'au Canada. La même année, leur quatrième album sort sur le label français Tsunami-Addiction : Shimmy Shimmy Blade qui est axé sur la rencontre entre la musique électronique et le hip-hop. On y retrouve plusieurs collaboration avec des rappeurs comme : Existereo, Tes, Bigg Jus (du groupe Company Flow), M.F. Doom, Mike Ladd, Dose One ou encore TTC. C’est là le début d’une longue période durant laquelle le duo s’ouvre aux collaborations avec des musiciens de divers horizons. En 2007, le duo sort un nouveau EP sur le label américain Tigerbeat6, sur sa division dancefloor Tigerbass Records. Il s'agit d'un maxi 4 titre clôturant par une reprise du groupe rock américain Revolting Cocks.
En 2010, dDamage reviennent avec l'EP Fuzzbox, sur le label français Clapping-Music, sur lequel ils collaborent avec le groupe anglais Bomb the Bass, mais également avec les chanteurs de rock Jon Spencer (Blues Explosion) et Jack Dangers (Meat Beat Manifesto). Quelques mois plus tard, leur cinquième album sort sur le label français Modulor : Aeroplanes, sur lequel ils collaborent autant avec des rappeurs (Young Jeezy, Don Bishop Agallah, Sin, Tes, Crunc Tesla, Radioinactive), qu’avec des musiciens de la scène rock (Jon Spencer, Stuntman5, Angil) des artistes de musique électronique (Christ du groupe Boards of Canada, Bomb the Bass, Krazy Baldhead, Raoul Sinier, Mochipet) ou encore la chanteuse japonaise Kumisolo. La même année, à l’occasion de leur seconde tournée au Japon, le groupe sort l’album The Truth, disque édité uniquement sur le territoire japonais, qui compte des collaborations avec Magnum38, Kid606, Young Jeezy, Agallah, Sin et Tes.
Sorti fin 2011, l'album Brother in Death confirme l'importance du duo parisien avec les participations du vétéran techno Black Devil Disco Club, la star pop palestinienne Faris Badwan du groupe anglais The Horrors, Mondkopf ou encore le rappeur Maxx du combo hip-hop The Goats, sans oublier les invités japonais Shex ou Miss Hawaï, deux artistes signés récemment sur le label Rephlex d'Aphex Twin. L'album  est édité sur les labels Tsunami-Addiction (France) et Shanshui (Chine) et sera l'occasion de leur troisième tournée au Japon. En 2013, le duo compose sa première bande originale de long métrage, Tu seras sumo, film franco-japonais de la réalisatrice française Jill Coulon, produit par la chaîne de télévision japonaise NHK. Cette bande originale est principalement composée par Jean-Baptiste Hanak, et comporte quelques morceaux réarrangés de dDamage avec Frédéric Hanak.

### Retour et séparation (2016—2018)
Après trois années d'absence, le duo revient en 2016 et signent la bande originale du long métrage The Open, une production franco-belge réalisée par Marc Lahore. Leur dernier disque publié du vivant du groupe sort cette même année, c'est un format court : Made in England. Avec cet EP édité sur le label français Darling Dada, dDamage s’adonnent à l’exercice de la reprise — dans un style électronique industriel — et rendent hommage aux grandes heures du Heavy-Metal britannique : Motörhead, Judas Priest, Iron Maiden et Black Sabbath.
Après de longues années marquées par les collaborations avec des artistes de tous horizons artistiques, le duo décide de se recentrer sur lui-même pour son dernier album. Brother vs. Brother est un disque quasi intégralement composé et interprété par les deux frères (seul l’artiste américain Otto von Schirach apparaît au chant sur un morceau). L’album fut intégralement achevé par Jean-Baptiste et Frédéric Hanak avant la mort de ce dernier en septembre 2018. Le disque sortira en 2019 et Jean-Baptiste Hanak donnera quelques concerts (France, Japon) afin de promouvoir le disque, avant de définitivement arrêter le projet dDamage.

## Discographie

### Remixes
- TTC - Pas d'armure (feat. Hi-Tekk Le Receleur et Dose One)
- James Delleck & Le Jouage - Trou noir (feat. Hi-Tekk & Buck 65)
- La Caution - Je te hais (renommé dDamage te hait à l'occasion)
- Les Gourmets - Soyons Sales (feat. Bigg Jus, Existereo, Radioinactive, Subtitle et Tes (Renommé Stay Dirty Now! et en invité The Real Fake Mc à l'occasion))
- Bomb the Bass feat. Jon Spencer - Fuzzbox
- Confetti's - Sound of C
- Radioinactive - Tarantulas
- Kid 606 - Baltimorrow's Party
- Electronicat - Chrome Robot
- Hypo - Goloom
- Hypo - New Old Order
- Mochipet - Justin Timberlake in Paris Core
- Beastie Boys - Lookin' Down a Barrel of a Gun
- Sin - SIN
- Agallah & Young Jeezy - The Truth